# 勤政殿

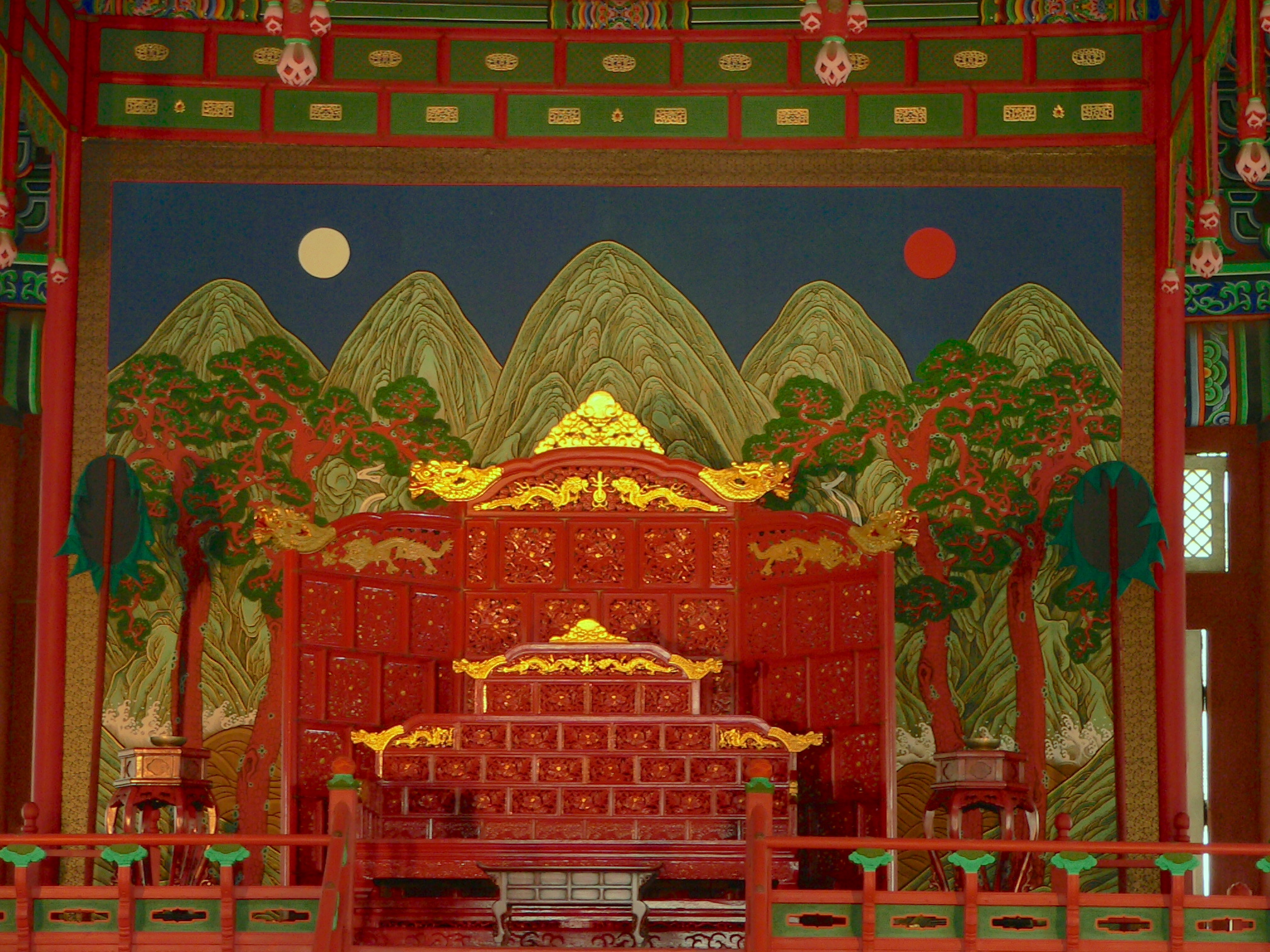
勤政殿王座にある「日月五峰図」

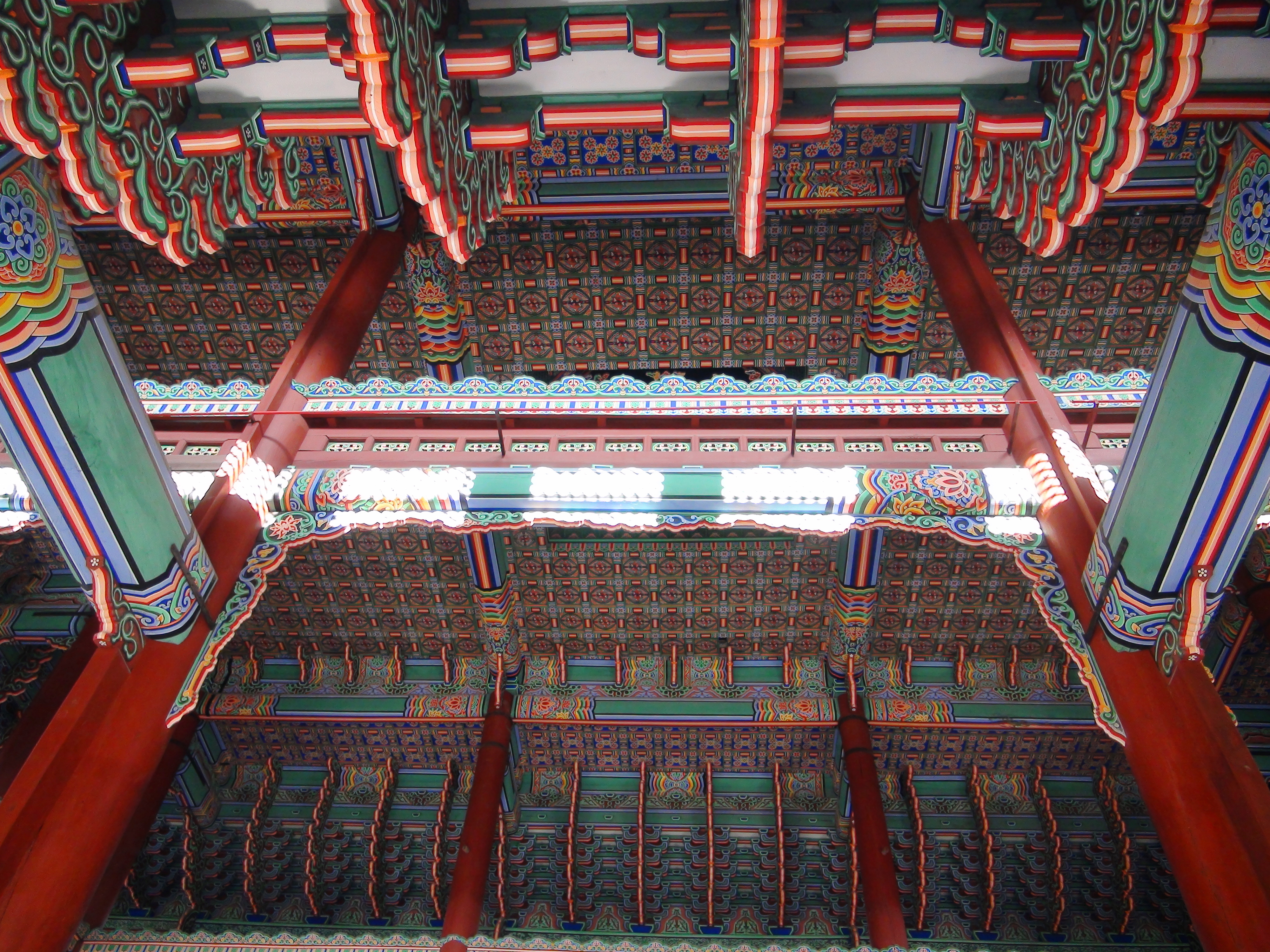
勤政殿内部の天井（2012年1月撮影）

勤政殿（きんせいでん、朝: 근정전、クンチョンジョン）は、大韓民国ソウル特別市鐘路区にある景福宮の正殿。宮殿建築の神髄と評されており、国宝に指定されている。

## 概要
- 1395年、現在の大韓民国ソウル特別市鐘路区世宗路に置かれた李氏朝鮮の王宮である景福宮の中心部にある正殿で、1867年に興宣大院君によって再建された。勤政殿は文武百官からの朝賀を含んだ国家の大きな儀式を挙行することや、外国からの使臣を接待するなど、景福宮の正殿でありながら同時に法殿であった。
- 大韓民国国宝第223号に指定されている[1]。

## 名前の由来
高麗末期、朝鮮王朝初期の政治家、学者であった鄭道伝が名付けた。勤政殿の勤政というのは「世の中の事柄は勤しむとうまくできる」という意味で『太祖実録』（『朝鮮王朝実録』の一部分）に載せてある。

## 建造物の特徴
文禄・慶長の役の前には回廊が単廊であったが、現在の勤政殿は複廊形式で、行閣（宮殿やてらの青銅の前面又は左右に立てた長屋）に囲まれた中庭の北側に位置されている。上下月台（上下2段になっている儀式を行う台）の上に正面5間、側面5間の大きさで建てられた2階建ての建物で、屋根は横から見て八字の模様である八作屋根である。正殿の手前にある広い中庭には粗削りの薄石（平たく切り出した石）が敷いてあり、その中には御道が通ってあってその御道の左右には文武の身分によって九組の品階石が置いてある。勤政殿の外観は2階建てに見えるが、内部は階の区別がなく全体が通じてある。裏面の建物の内側に建てた柱の中央には王様の御座があり、その後ろには日月五岳図という屏風絵がある。天井の中央には宝蓋を作り雲の柄を描き、足指の爪を7つ持つ対の七爪龍を飾っており、建物の中の床は角閃石が敷いてある。